# ONE (反町隆史の曲)
『ONE（ワン）』は、反町隆史3枚目のシングル。1998年4月15日発売。
発売元はマーキュリー・ミュージックエンタテインメント。

## 解説
氷室京介は2000年発表アルバム『beat haze odyssey』で表題曲をセルフカバー。

## 収録曲
全編曲：吉田建　全作詞：反町隆史
1. ONE
作曲：氷室京介
日本航空「'98JAL沖縄キャンペーン」CMソング
キリンビバレッジ「FIRE」CMソング
2. BREAKING THROUGH THE NIGHT
作曲：KOHEY TSUCHIYA
ミリオンカードイメージソング
3. ONE （Instrumental）
4. BREAKING THROUGH THE NIGHT （Instrumental）